# Eastern (Zambia)
Eastern of Oostprovincie is een van de tien provincies van Zambia. De hoofdstad is Chipata.

## Districten
Eastern is verdeeld in 15 districten (2022):
- Chadiza
- Chama
- Chasefu
- Chipangali
- Chipata
- Kasenengwa
- Katete
- Lumezi
- Lundazi
- Lusangazi
- Mambwe
- Nyimba
- Petauke
- Sinda
- Vubwi

Central · Copperbelt · Eastern · Luapula · Lusaka · Muchinga· Northern · North-Western · Southern · Western